# Thea Mørk
Thea Mørk (født 5. april 1991 i Oslo) er en tidligere norsk håndboldspiller, som senest spillede for København Håndbold og Norges kvindehåndboldlandshold, hvor hun fik debut d. 9. oktober 2016.
Hun er tvillingesøster til Team Esbjergs højre back Nora Mørk. Hun stoppede karrieren i 2018.